# 姫野よしかず
姫野 よしかず（ひめの よしかず、1966年3月21日 - ）は、大分県出身の漫画家、イラストレーター。血液型O型。東京都東村山市在住。趣味はロックバンドの活動。

## 略歴
大分県生まれ、父親の転勤が多いために、宇佐市など九州各地を転々とした。その後福岡市博多区に引っ越して、高校まで青春の8年を過ごす。
中学3年生から投稿漫画を執筆開始し、17歳で漫画家デビュー。私立筑陽学園高校デザイン科卒業。
卒業後上京。
楳図プロダクションのアシスタントとなる。
現在は月刊誌の『小学1年生』（小学館）『ポケットモンスター』を連載中（同時に付録『まいにちドリル』イラストを掲載中）と『週刊ゴルフダイジェスト』（ゴルフダイジェスト社）季刊『ボギー』にて連載中。

## 主な作品

### 代表作
ポケモンやムシキング

### デビュー作
小学館週刊少年サンデー増刊号　1983年12月号『危険なターゲット』

### 読切
小学館週刊少年サンデー増刊号　1985年6月号『ヘルプ！エンジェルス』
小学館週刊少年サンデー増刊号　1986年8月号『ライトスタンド』(原作・谷口育代)